# 大学院進学率
大学院進学率（だいがくいんしんがくりつ）とは、大学の学部から大学院への進学率のことをいう。

## 概要
日本での大学院進学率は一般的に国立大学の方が私大よりも高くなっており、「国高私低」の状況が常態化している。下記の「大学院進学率の状況」によれば、理学部の大学院進学率の上位20大学の内訳は国立18、公立2、私立0となっている。工学部では上位35大学の内訳は国立28、公立2、私立5となっている。この要因としては、国立大学の方が私大と比較して施設・設備・教授陣が充実していること（学生一人当たりの校舎面積・教員一人当たりの学生数・教員の論文生産性・被引用数）、課程博士の授与件数・科学研究費補助金・外部資金の獲得が膨大であること、学費が安く、奨学金の支給により学費の実質無料化を打ち出している国立大学があること（東京大学・東京工業大学など）などが挙げられる。また、国際公務員の応募資格は、応募するポストと関連する分野での修士号以上の学位があることが求められるほか、日本の公務員試験においても院卒者のための採用区分を設ける機関が増加しつつある。

## 大学院進学率の状況
文部科学省によれば、推計進学率は、22歳人口に対して修士課程（博士前期課程）で約5.5%（2014年）、24歳人口に対して博士課程（博士後期課程）約0.7%(2016年)である。学士課程修了者が修士課程に進学する割合は、2016年で全体は約11.0%であり、学科別では高い順に、理学は約41.8%、工学は約36.4%、農学は約23.4%であった。修士課程修了者が博士課程へ進学する割合は、2016年で全体は約9.6%であり、学科別では高い順に、人文学は約18.3%、理学は約16.8%、保健は約15.2%であった。
大学別での具体的な大学院進学率の状況を示すと以下の通りとなる。（データは朝日新聞社の『大学ランキング』2008年度版より引用した。）

### 理学部
1. 京都大学（理） - 87.2%
2. 東京工業大学（理） - 86.2%
3. 東京大学（理） - 85.1%
4. 東北大学（理） - 81.1%
5. 北海道大学（理） - 79.3%
6. 九州大学（理） - 78.5%
7. 神戸大学（理） - 77.0%
8. 広島大学（理） - 71.8%
9. お茶の水女子大学（理） - 70.3%
10. 千葉大学（理） - 67.3%
11. 大阪市立大学（理） - 68.5％(大阪市立大学HPより引用した。2020年度実績)
12. 金沢大学（理） - 66.0%
13. 名古屋大学（理） - 65.9%
14. 岡山大学（理） - 64.8%
15. 兵庫県立大学（理） - 57.3%
16. 埼玉大学（理） - 56.7%
17. 新潟大学（理） - 55.8%
18. 熊本大学（理） - 53.4%
19. 山口大学（理） - 53.2%
20. 信州大学（理） - 52.9%

### 工学部・理工学部
1. 東京工業大（生命理工） - 88.8%
2. 京都大学（工） - 88.1%
3. 東京工業大学（工） - 86.4%
4. 名古屋大学（工） - 84.1%
5. 東北大学（工） - 83.6%
6. 豊橋技術科学大学（工） - 83.6%
7. 東京大学（工） - 83.5%
8. 北海道大学（工） - 79.6%
9. 九州大学（工） - 79.3%
10. 長岡技術科学大学（工） - 78.3%
11. 横浜国立大学（工） - 73.6%
12. 大阪府立大学（工） - 87.9%(大阪府立大学HPより引用した。2020年度実績)
13. 神戸大学（工） - 71.2%
14. 広島大学（工） - 69.6%
15. 東京理科大学（基礎工） - 68.3%
16. 大阪市立大学（工） - 73%(大阪市立大学HPより引用した。2020年度実績)
17. 慶應義塾大学（理工） - 67.1%
18. 東京農工大学（工） - 66.3%
19. 早稲田大学（理工） - 66.2%
20. 九州工業大学（工） - 62.2%
21. 千葉大学（工） - 61.9%
22. 金沢大学（工） - 61.8%
23. 名古屋工業大学（工） - 60.9%
24. 新潟大学（工） - 60.8%
25. 岡山大学（工） - 60.4%
26. 信州大学（繊維） - 59.8%
27. 九州工業大学（情報工） - 59.3%
28. 埼玉大学（工） - 58.5%
29. 電気通信大学（電気通信） - 57.8%
30. 三重大学（工） - 57.6%
31. 静岡大学（工） - 57.5%
32. 熊本大学（工） - 57.4%
33. 関西学院大学（理工） - 57.1%
34. 群馬大学（工） - 56.6%
35. 東京理科大学（工） - 54.2%